# Gircourt-lès-Viéville
Gircourt-lès-Viéville település Franciaországban, Vosges megyében. Lakosainak száma 195 fő (2022. január 1.). Gircourt-lès-Viéville Mazirot, Savigny, Vomécourt-sur-Madon, Xaronval, Avillers, Bettoncourt és Bouxurulles községekkel határos.

## Népesség
A település népességének változása:
| Lakosok száma | 176  | 177  | 182  | 184  | 187  | 191  | 194  | 193  | 195  |
|               | 2013 | 2015 | 2016 | 2017 | 2018 | 2019 | 2020 | 2021 | 2022 |